# 尼约当
尼约当（法語：Nieudan，法語發音：[njødɑ̃]）是法国康塔尔省的一个市镇，位于该省西部偏南，属于欧里亚克区。

## 地理
尼约当（44°59'1"N, 2°14'35"E）面积12.4 平方千米，位于法国奥弗涅-罗讷-阿尔卑斯大区康塔爾省，该省份为法国中南部省份，位于法國中央高原中心，北起科雷兹省、上盧瓦爾省和多姆山省，西接洛特省和科雷兹省，南至阿韦龙省和洛特省，东临上盧瓦爾省和洛泽尔省。
与尼约当接壤的市镇（或旧市镇、城区）包括：拉罗克布鲁、圣艾蒂安康塔莱斯、圣保罗德朗德、圣桑坦康塔莱斯、圣维克托、艾朗。

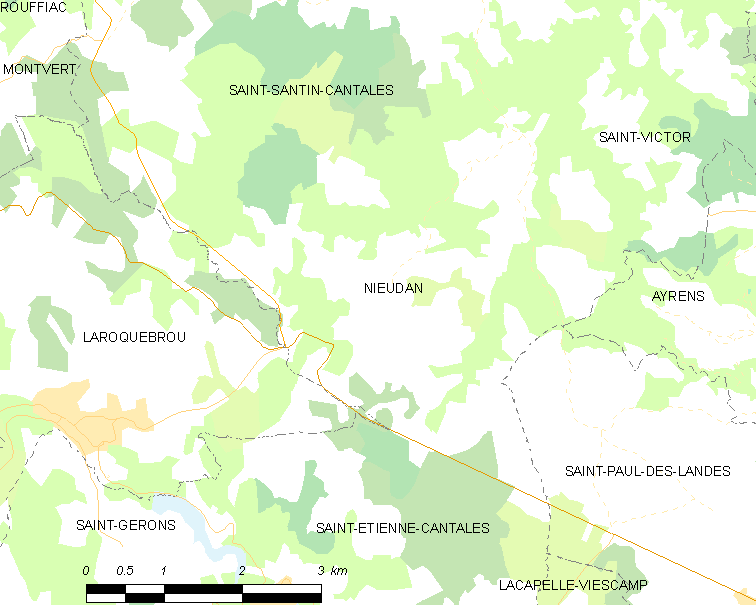
尼约当的OSM定位图

尼约当的时区为UTC+01:00、UTC+02:00（夏令时）。

## 行政
尼约当的邮政编码为15150，INSEE市镇编码为15143。

## 政治
尼约当所属的省级选区为圣保罗德朗德县。

## 人口

1962-2008年间尼约当人口变化图示

尼约当于2022年1月1日时的人口数量为106人。